# Международный кодекс номенклатуры культурных растений
Международный кодекс номенклатуры культурных растений (МКНКР) (англ. International code of nomenclature for cultivated plants), один из Кодексов биологической номенклатуры — свод правил и рекомендаций, регламентирующий образование и применение научных названий организмов, традиционно рассматриваемых как растения, включая высшие растения, водоросли и грибы, чье происхождение или селекция являются результатом деятельности человека.
Научные дисциплины, связанные с сельским хозяйством, растениеводством и садоводством, требуют наличия точной, стабильной и простой системы именования растений, которая может применяться в международном масштабе.
Соблюдение номенклатурных правил, подчиняющихся Международному кодексу номенклатуры культурных растений, необходимо как для ботаников, так и для практиков: селекционеров, растениеводов, агрономов и др. Несоблюдение этих правил приводит к путанице в работе с исходным материалом, ошибкам в документировании растительного материала, в частности,
повторному использованию названий сортов и др. Последнее, в конечном итоге, ведет за собой ущемление прав авторов сортов.
Правила и рекомендации Кодекса распространяются на все культурные растения. Согласно девятому изданию Кодекса в настоящее время признаются четыре категории культурных растений, включая: сорт (культивар), грекс (только для Орхидных), группа сортов и прививочные химеры.
В настоящее время актуально 9-е издание кодекса, изданное в июне 2016 года Международным научным садоводческим обществом (англ. International Society for Horticultural Science (ISHS)).
Последнее издание Кодекса заменяет все предыдущие издания.

## История кодекса
Впервые Кодекс культурных растений был подготовлен выдающимся британским ботаником Уильямом Стерном, принят в 1952 году на 13 Международном конгрессе садоводов в Лондоне и опубликован в 1953 году. Позже многократно обновлялся: 1958 (Утрехт), 1961 (обновление версии 1958), 1969 (Эдинбург), 1980 (Сиэтл), 1995 (Эдинбург), 2004 (Торонто) и 2009 (Вагенинген).

## Номенклатура культурных растений

### Основные принципы
- Именования таксонов, регулируемые настоящим Кодексом, основываются на приоритете публикации. Каждый сорт, группа сортов или грекс могут иметь только одно общепризнанное имя. Из нескольких названий, предложенных для данного таксона, избирается старейшее (за исключением специально оговоренных случаев).
- Названия растений, регламентируемые Кодексом, должны находиться в свободном доступе для любого физического и юридического лица.
- Согласно некоторым национальным и международным законам — например, National Listing or Plant Breeders' Rights (Plant Variety Rights), — правила именования некоторых культурных растений могут отличаться от правил именования, изложенных в Кодексе. Кодекс не регулирует использование такой терминологии, но признаёт, что эти имена имеют приоритет над именами, отвечающими положениям Кодекса.
- Практика применения торговых названий для обозначения таксонов в коммерческих целях признается, но не регламентируется настоящим Кодексом.
- Настоящий Кодекс не регламентирует образование и употребление тривиальных (обыденных) названий растений.
- Присваиваемые растениям товарные знаки, которые являются интеллектуальной собственностью физического или юридического лица, не  попадают под действие настоящего Кодекса, т.к. они не находятся в свободном доступе для пользования другими лицами.
- Принципы, правила и рекомендации настоящего Кодекса должны поддерживаться и применяться всеми ответственными за образование и использование названий культурных растений.

### Некоторые общие положения
- Культурные растения могут быть названы в соответствии с Международным кодексом ботанической номенклатуры (МКБН) по крайней мере до уровня рода, вида или ниже.
- Растениям, отвечающим критериям сорта, группы сортов или грекса, могут быть даны эпитеты в соответствии с настоящим Кодексом. Эти эпитеты добавляются к названию ботанического таксона.
Например: Rosa 'Harlekin', Juniperus squamata 'Вlue Star', Heliopsis helianthoides var. scabra 'Sommersonne', ×Laeliocattleya Hsin Buu Lady, ×Rhyncholaeliocattleya King Of Taiwan.
- Межвидовые гибриды (в том числе и те, что получены в культуре) могут получать имена в соответствии с МКБН. Растения, полученные в результате гибридизации, могут, в качестве альтернативы или дополнения, именоваться в соответствии с положениями настоящего Кодекса.
Примеры:
  - Solanum × procurrens (согласно МКБН), гибрид между европейским видом Solanum nigrum и южноамериканским Solanum physalifolium; естественная гибридизация в Великобритании.
  - Растения полученные в результате скрещивания Victoria amazonica и Victoria cruziana, где в качестве опылителя использовалась V. amazonica получили название Victoria 'Longwood Hybrid', при использовании в качестве опылителя V. cruziana были получены растения названные Victoria 'Adventure'. Эти гибриды ещё не были названы в соответствии с МКБН.
- Инфравидовые ранги, такие как разновидность (лат. varietas, var.) и форма (лат. forma, f.), не эквивалентны сорту.
- Полное название сорта всегда начинается с латинского названия рода, к которому принадлежит сорт. Вторым элементом после названия рода пишется видовой или гибридный эпитет. После латинского названия рода, вида или гибрида следует эпитет сорта, который всегда пишется с заглавной буквы (все слова кроме предлогов) и в одинарных кавычках (‘...’ или ограничивается знаком апостроф '...'). Сортовой эпитет является последней частью полного названия сорта.
- Разрешается именование сортов на национальных языках. Правила оформления названий при этом остаются неизменными.
- Растения одного клона, химеры, прививочные химеры (англ. graft-chimaera) и растения, полученные в результате побеговых мутаций, могут быть сортами.
- Растения, возникшие в результате изменения плоидности, могут быть сортом. Пример: тетраплоидный сорт Lilium 'Tetra Brandywine' (2n=48) происходит от диплоидного Lilium 'Brandywine' (2n=24). Отличается более крупными цветками, толщиной лепестков и более прочным стеблем.
- Генетически модифицированные растения, созданные посредством имплантации генетического материала, могут быть сортами. На практике такие растения или мультилинии остаются в состоянии постоянного развития, что делает именование бессмысленным. Как правило, такие генетически модифицированные комплексы реализуются под торговыми марками.
- При рассмотрении вопроса о том, принадлежат ли растения к одному или более сортам, их происхождение не имеет значения. Сорта должны быть отличимы.
Примеры:
  - Сорта, выделенные из побеговых мутаций Pittosporum 'Garnettii', неотличимы, хотя Pittosporum 'Margaret Turnbull' происходит из Новой Зеландии, а P. 'John Flanagan' из Ирландии. В итоге International Cultivar Registration Authority принял P. 'Margaret Turnbull' как законное имя, а P. 'John Flanagan' как синоним.
  - Campanula trachelium 'Bernice' размножают вегетативно. При семенном размножении получаются растения различной высоты и с разнообразной окраской цветков. Такие растения не могут рассматриваться, как Campanula trachelium 'Bernice'.
- Если отличительные признаки растения поддерживаются только в результате специфической агротехники, обрезки или формирования кроны, такие растения не следует рассматривать как отдельные сорта.
- Описание нового сорта или группы должна быть достаточно полным, из него должны быть понятно, чем данный сорт или группа отличается от аналогичных сортов или групп. Ссылка на опубликованное описание должна включать имя автора, полное название публикации, номер страницы, на которой опубликовано описание, а также год издания.
- Образец нового сорта или группы следует направлять по адресу соответствующего международного органа по регистрации сортов или в научный гербарий.
- Имя автора сорта может использоваться в сокращённом варианте.
- Использования забытых и устаревших названий сортов, групп и грексов следует избегать, даже если эти названия имеют приоритет над широко распространёнными современными.
Пример: Malus domestica 'Mullins’s Yellow Seedling', созданный A.H. Mullins в 1914 году, в 1916 был переименован в 'Golden Delicious'. Эпитет 'Golden Delicious' настолько широко распространён, что не имеет никакого смысла заменять его на 'Mullins’s Yellow Seedling'.
- Центры регистрации сортов могут разрешать повторное использование эпитета сорта, группы или грекса, если этот центр уверен в том, что оригинального сорта, группы или грекса больше нет в культуре и он не известен как компонент в родословной других сортов, групп или грексов, его название редко используется в публикациях и его повторное использование не вызовет путаницы.
- Если эпитет сорта был использован более одного раза в пределах класса, к названию сорта следует добавлять имя автора и даты создания или регистрации.
Примеры: Rosa 'Maggie' Rudolf Geschwind, 1900; Rosa 'Maggie' Meilland International, 2003.
- Названия сортов, групп и грексов должны быть отвергнуты и не должны использоваться, если они противоречат правилам настоящего Кодекса.
- При публикации названий сортов, групп и грексов на языках, отличных от языка первоначальной публикации, переводить эпитет не следует. Можно применять транслитерацию (ISO 9) и транскрипцию. В случае с китайскими, японскими или корейскими эпитетами после транслитерированного эпитета в скобках можно приводить примерный перевод. В том случае, если по маркетинговым соображениям эпитет сорта, группы или грекса был переведен на другой язык, перевод эпитета следует рассматривать как торговое обозначение, а не как научное название.
- Такие сортовые эпитеты, как 'Chloë', 'Veilchenkönigin' и 'Zoë', могут быть записаны как 'Chloe', 'Veilchenkoenigin' и 'Zoe' — и наоборот.
- Эпитеты сортов, групп и грексов не должны содержать сокращений, за исключением некоторых случаев, предусмотренных кодексом. Некоторые приемлемые сокращения: Astrantia major 'Sunningdale Variegated' — A. major 'Sunningdale Var.'; Nerium 'Professeur Durand' — Nerium 'Prof. Durand'; Cedrus 'Mount Saint Catherine' — Cedrus 'Mt St Catherine'.
- Сорт Galanthus 'John Gray' может также называться - подснежник 'John Gray'.
- После 1 января 1996 года эпитет сорта должен состоять не более чем из 30 символов.
- После 1 января 2004 года эпитет не может состоять только из одной буквы, или исключительно из арабских или римских цифр, или одной буквы или цифры в сочетании со знаком препинания.
- Образование имен для гибридов между растениями разных родов регулируются положениями МКБН.
- Международными центрами регистрации сортов являются организации, назначенные Международным научным садоводческим обществом.

## Номенклатурный стандарт
- Назначение номенклатурных стандартов осуществляется путём опубликования.
- Следует отдавать предпочтение гербарным образцам номенклатурных стандартов. Дубликаты номенклатурных стандартов должны быть распространены среди других учреждений с коллекциями стандартов, особенно в других странах.
- Грексы не имеют номенклатурных стандартов и определяются исключительно по родителям.
- Номенклатурным стандартом может являться качественное цветное изображение, опубликованное в журнале. В идеале изображение номенклатурного стандарта не должно иметь юридических ограничений в использовании.
- В случае, если более чем один номенклатурный стандарт был назначен для одного и того же сорта или группы, раннее назначение имеет приоритет.